# Capricornio Uno
Capricorn One, o Capricornio Uno en español, es una película estadounidense de 1977 del género thriller producida por Lew Grades, de la compañía de producción ITC Entertainment (propiedad de Warner Bros.), con guion y dirección de Peter Hyams y protagonizada por Elliott Gould, James Brolin, Telly Savalas y Hal Holbrook.

## Trama
La historia sucede en la década de 1970, sólo que la primera misión tripulada hacia Marte está en la agenda. Cuando la NASA descubre que algunos defectos en el diseño de un sistema de soporte vital habrían arruinado cualquier oportunidad de llevar a cabo una misión con éxito, entonces, bajo la dirección del Dr. James Kelloway, decide simular el aterrizaje en Marte antes que abortar la misión.
Justo antes del lanzamiento del cohete, la tripulación, Charles Brubaker, Peter Willis y John Walker es retirada de la nave y llevada a una vieja base militar en el desierto de Sonora. Allí se les dice que estuvieran de acuerdo o no, ellos tenían que filmar en un estudio de televisión la toma del descenso en Marte. Inicialmente ellos rehúsan, pero ante la amenaza de que sus familias serían asesinadas si ellos no colaboran, finalmente, aceptan.
A medida que la nave realiza su viaje hacia Marte sin tripulantes, los astronautas permanecen cautivos por un período de varios meses y filman el supuesto descenso en Marte.
A pesar de que nadie en la sala de operaciones de la NASA en Houston sabe la verdad, un técnico anuncia que ha notado algo que es imposible: las transmisiones de televisión están llegando antes que la telemetría de la nave. Por ello es ridiculizado. "Es casi como si ellos estuvieran más cerca... pero esas señales no pueden venir desde unas 300 millas", le dice entonces al periodista y amigo Robert Caufield. El técnico entonces desaparece misteriosamente y el periodista se llena de sospechas y cada detalle que descubre le enfrenta a atentados contra su vida. También es detenido por una falsa acusación de posesión ilegal de drogas para desprestigiarlo.
Cuando los astronautas presuntamente debían retornar a la Tierra, algo sale mal. La cápsula vacía se quema al reentrar en la atmósfera terrestre dejando al mundo lamentando la muerte de sus héroes. Si los astronautas muestran la cara entonces el fraude sería expuesto, así que la acción se desarrolla con los astronautas tratando de escapar de la NASA, que ha decidido matar a los héroes, con el propósito de salvar sus vidas.
Dos de los astronautas son asesinados, pero el tercero, Charles Brubaker, es salvado por el reportero, que, hasta entonces, descubre toda la verdad y actúa al respecto. Una vez conseguido su propósito con la ayuda del piloto Albain después de matar a los asesinos que los perseguían para matarlos también, él se va con el astronauta vivo al lugar donde los supuestos astronautas muertos van a ser honrados. Cuando llegan, las cámaras y todos los presentes los ven. Así toda la conspiración es destapada de golpe y ambos consiguen su venganza por todo lo ocurrido.

## Reparto
- Elliott Gould - Robert Caulfield
- James Brolin - Coronel Charles Brubaker
- Sam Waterston - Teniente Coronel Peter Willis
- O. J. Simpson - Comandante John Walker
- Hal Holbrook - Dr. James Kelloway
- Brenda Vaccaro - Kay Brubaker
- Telly Savalas - Albain
- David Doyle - Walter Loughlin
- Karen Black - Judy Drinkwater

## Producción
La película se desarrolló partiendo de la falsa suposición de que la llegada del hombre a la Luna fue un fraude, aunque cambiando la Luna por Marte. Uno de los que se interesaron por ello fue el antiguo presentador de telediarios, guionista y director Peter Hyams, que escribió el guion bajo esa teoría en 1972. Sin embargo, tardó años en poder vender el proyecto debido a que desvelaba lo sencillo que habría sido intentar simular el viaje a la Luna, pero en la realidad habría sido absolutamente imposible falsificarlo. Todo cambió a causa del escándalo Watergate, ya que el tema de un gobierno que engaña a su pueblo a causa de lo ocurrido en ese escándalo se había vuelto muy popular, por lo que se dio luz verde para hacer la película.
Eso ocurrió en 1976. Pese a saber que la película cuestionaría duramente su reputación, la NASA cooperó en la producción sin importarle, ya que en la película se menciona el viaje a la Luna y en ningún momento se descalifica, con lo cual la película no daña en sí misma la imagen de la NASA con respecto a lo expuesto anteriormente en relación con la opinión pública de la ficción sobre el viaje a la Luna con tripulantes.

## Recepción
Esta entretenida película fue el primer éxito comercial de Peter Hyams, que continúa activo.